# Ospedale degli Incurabili
Ospedale degli Incurabili (Bolnica za neizlječive) ili Complesso degli Incurabili drevni je i istaknuti bolnički kompleks smješten na Via Maria Longo u središnjem Napulju, Italija. Dio kompleksa, uključujući izvanrednu ljekarnu, sada je Museo delle arti sanitarie u Napulju.

## Povijest
Izvorno izgrađen u renesansnom stilu, kompleks je uklopljen u strukture crkava Santa Maria del Popolo i Santa Maria Succurre Miseris dei Bianchi, kao i ospedale (bolnica) Santa Maria del Popolo degli Incurabili. S vremenom je također uključio susjednu crkvu S. Maria delle Grazie Maggiore a Caponapoli i njen klaustar, samostan Santa Maria della Consolazione, crkvu Santa Maria di Gerusalemme i klaustar Trentatré. Bolnicu je 1521. godine osnovala Maria Lorenza Longo nakon što je ostala paralizirana zbog neke bolesti. Među glavnim donatorima sljedećeg stoljeća bio je trgovac Gaspar Roomer. U 19. stoljeću među donatorima su bili profesor Cotugno i signore Marchetti iz Messine.

## Ljekarna
Sredinom 18. stoljeća Antonio Maggiocca bio je pokrovitelj izgradnje ljekarne. Strukturu je projektirao Bartolomeo Vecchione. Maggioccino mramorno poprsje iznutra izradio je Matteo Bottiglieri 1750. godine. Ostaci ljekarne, općenito netaknuti s ormarićima i gotovo 400 vaza od majolike (albarelli) za spojeve, koje su izradili Lorenzo Salandra i Donato Massa . Popločane podove napravio je Giuseppe Massa. Strop je freskama oslikao Pietro Bardellino. Ljekarna se sastoji od velikog salona, ulaznog prostora i malog laboratorija. Potonji je ukrašen štukaturom i ima raskošan stol drvodjelca Agostina Fucita.

## Crkva Santa Maria del Popolo
Renesansni nadgrobni spomenik uz glavni oltar dovršio je Giovanni da Nola. Freske u crkvi dovršili su Giuliano Bugiardini, Marco Cardisco, Francesco De Mura, Marco Pino, Giovanni Battista Rossi i Carlo Sellitto. U Cappella Montalto je oltarna pala Girolama D'Auria. Sakristiju je oslikao Giovanni Battista Rossi.

## Crkva Santa Maria dei Bianchi
Crkva Santa Maria dei Bianchi (ili Kongregacija Bianchi della Giustizia ) bila je crkva koju je izgradila bratovština u bijelim haljinama pripojena kompleksu, a čija je uloga bila pomoć onima koji su osuđeni na smrt. Crkva je osnovana 1473. Godine 1673. obnovio ju je u baroknom stilu Dionisio Lazzari. Veći dio crkve, kao i ljekarna sada je u lošem stanju. Na glavnom oltaru nalazi se kip Bogorodice Giovannija da Nole, dok je strop freskama oslikao Giovanni Battista Beinaschi . Sakristija ima freske Paola De Matteisa koje prikazuju članove bratovštine.

## Vanjske poveznice
- Museo delle Arti Sanitarie - službena web stranica